# Jean-Baptiste Louis Gros
Jean-Baptiste-Louis Gros (1793-1870) foi um diplomata e senador francês, bem como um notável pioneiro da fotografia.
Foi feito Barão do Império em 1829. O Barão Gros foi despachado para Bogotá (1838-1842) como Chargé d'affaires durante a Guerra Civil Colombiana, ali sendo feito Cavaleiro da Ordem de Santiago em 1839,  depois outros postos na América, antes de ser chamado de volta à Europa em 1850 e despachado como Ministro Plenipotenciário para Atenas.
Ele serviu como Embaixador em Londres (1852-1863), e viajou extensamente, incluindo a China e o Japão em 1857 e 1858. O barão Gros como ministro assumiu o comando das tropas francesas, durante a Segunda Guerra do Ópio. Em 9 de outubro de 1858, foi um dos signatários do Tratado de Amizade e Comércio entre a França e o Japão concluído em Edo, hoje Tóquio. O tratado estabeleceu relações diplomáticas entre as duas nações. Em 1861 recebeu a grã-cruz da Legião de Honra francesa e em 1863, foi eleito para o Senado, onde atuou até sua morte, em 1870.
Sua obra inclui muitos famosos Daguerreótipos — chefe entre eles os que representam a Acrópole, na Grécia. Embora conhecido por seus daguerreótipos, pintou algumas paisagens na América Latina  bastante marcantes. O Barão Gros,  membro da Royal Photographic Society, também fotografou a Grande Exposição de 1851, em Londres.

## Conquistas
- Barão de l'Empire (1829)
- Grand-croix, a Légion d'honneur (1861)
- Cavaleiro da Ordem de Santiago (1839)